# Nobby Stiles
Nobby Stiles, all'anagrafe Norbert Peter Stiles (Manchester, 18 maggio 1942 – Manchester, 30 ottobre 2020), è stato un calciatore e allenatore di calcio britannico, di ruolo centrocampista.
Campione del mondo con la Nazionale inglese nel 1966, vinse inoltre il titolo europeo con il Manchester United nel 1968.

## Biografia
Stiles è cresciuto a Collyhurst, un quartiere operaio di North Manchester, frequentando la locale scuola cattolica (primaria) di San Patrizio. Nasce nella cantina della casa di famiglia durante un raid aereo, figlio di Charlie, gestore di un'impresa di pompe funebri nell'azienda di famiglia, e di Kitty, che arrotonda il reddito familiare lavorando come macchinista.
È deceduto nell'ottobre 2020, dopo una lunga malattia causata dall'Alzheimer.

## Caratteristiche tecniche
Era un mediano abile nel recupero di palloni, capace di sopperire con la grinta e il carisma ai difetti sul piano fisico: di statura ridotta, giocava infatti con una protesi dentaria (avendo perso i denti da bambino) e con lenti a contatto per la miopia.
Proprio in ragione del suo aspetto era soprannominato Nosferatu.

## Carriera

### Giocatore

#### Club
Fu tesserato dal Manchester United per volontà dell'allenatore Matt Busby, il quale lo fece esordire in prima squadra nel 1960. Con i Red Devils si aggiudicò la Coppa Campioni nel 1968, vinta dai mancuniani contro il Benfica; nell'autunno seguente la squadra mancò tuttavia il successo in Coppa Intercontinentale per mano dell'argentino Estudiantes La Plata, con Stiles che disputò solamente la gara d'andata.
Successivamente difese i colori di Middlesbrough e Preston North End, ricoprendo il ruolo di giocatore-allenatore con quest'ultima; conclusa l'attività agonistica, fu manager della squadra dal 1977 al 1981.

### Nazionale
Ha fatto inoltre parte della Nazionale inglese, vincendo i Mondiali 1966: durante la semifinale contro il Portogallo, neutralizzò con un'efficace marcatura il lusitano Eusébio.
Fu inoltre convocato per l'Europeo 1968, concluso dai Leoni al terzo posto.

### Allenatore
A seguito del ritiro dall'attività agonistica, divenne allenatore dello statunitense Vancouver Whitecaps assieme al cognato Johnny Giles. Nel 1985 ebbe poi una breve esperienza con il West Bromwich, dal quale fu esonerato per gli scarsi risultati.
Dal 1989 al 1993 guidò invece le giovanili del Manchester United.

## Statistiche

### Cronologia presenze e reti in nazionale
| Cronologia completa delle presenze e delle reti in nazionale ― Inghilterra | Cronologia completa delle presenze e delle reti in nazionale ― Inghilterra | Cronologia completa delle presenze e delle reti in nazionale ― Inghilterra | Cronologia completa delle presenze e delle reti in nazionale ― Inghilterra | Cronologia completa delle presenze e delle reti in nazionale ― Inghilterra | Cronologia completa delle presenze e delle reti in nazionale ― Inghilterra | Cronologia completa delle presenze e delle reti in nazionale ― Inghilterra | Cronologia completa delle presenze e delle reti in nazionale ― Inghilterra |
| Data                                                                       | Città                                                                      | In casa                                                                    | Risultato                                                                  | Ospiti                                                                     | Competizione                                                               | Reti                                                                       | Note                                                                       |
| -------------------------------------------------------------------------- | -------------------------------------------------------------------------- | -------------------------------------------------------------------------- | -------------------------------------------------------------------------- | -------------------------------------------------------------------------- | -------------------------------------------------------------------------- | -------------------------------------------------------------------------- | -------------------------------------------------------------------------- |
| 10-4-1965                                                                  | Londra                                                                     | Inghilterra                                                                | 2 – 2                                                                      | Scozia                                                                     | Torneo Interbritannico 1964                                                | -                                                                          |                                                                            |
| 5-5-1965                                                                   | Londra                                                                     | Inghilterra                                                                | 1 – 0                                                                      | Ungheria                                                                   | Amichevole                                                                 | -                                                                          |                                                                            |
| 9-5-1965                                                                   | Belgrado                                                                   | Jugoslavia                                                                 | 1 – 1                                                                      | Inghilterra                                                                | Amichevole                                                                 | -                                                                          |                                                                            |
| 12-5-1965                                                                  | Norimberga                                                                 | Germania Ovest                                                             | 0 – 1                                                                      | Inghilterra                                                                | Amichevole                                                                 | -                                                                          |                                                                            |
| 16-5-1965                                                                  | Göteborg                                                                   | Svezia                                                                     | 1 – 2                                                                      | Inghilterra                                                                | Amichevole                                                                 | -                                                                          |                                                                            |
| 2-10-1965                                                                  | Cardiff                                                                    | Galles                                                                     | 0 – 0                                                                      | Inghilterra                                                                | Torneo Interbritannico 1965                                                | -                                                                          |                                                                            |
| 20-10-1965                                                                 | Londra                                                                     | Inghilterra                                                                | 2 – 3                                                                      | Austria                                                                    | Amichevole                                                                 | -                                                                          |                                                                            |
| 10-11-1965                                                                 | Londra                                                                     | Inghilterra                                                                | 2 – 1                                                                      | Irlanda del Nord                                                           | Torneo Interbritannico 1965                                                | -                                                                          |                                                                            |
| 8-12-1965                                                                  | Madrid                                                                     | Spagna                                                                     | 0 – 2                                                                      | Inghilterra                                                                | Amichevole                                                                 | -                                                                          |                                                                            |
| 5-1-1966                                                                   | Liverpool                                                                  | Inghilterra                                                                | 1 – 1                                                                      | Polonia                                                                    | Amichevole                                                                 | -                                                                          |                                                                            |
| 23-2-1966                                                                  | Londra                                                                     | Inghilterra                                                                | 1 – 0                                                                      | Germania Ovest                                                             | Amichevole                                                                 | 1                                                                          |                                                                            |
| 2-4-1966                                                                   | Glasgow                                                                    | Scozia                                                                     | 3 – 4                                                                      | Inghilterra                                                                | Torneo Interbritannico 1965                                                | -                                                                          |                                                                            |
| 29-6-1966                                                                  | Oslo                                                                       | Norvegia                                                                   | 1 – 6                                                                      | Inghilterra                                                                | Amichevole                                                                 | -                                                                          |                                                                            |
| 3-7-1966                                                                   | Copenaghen                                                                 | Danimarca                                                                  | 0 – 2                                                                      | Inghilterra                                                                | Amichevole                                                                 | -                                                                          |                                                                            |
| 5-7-1966                                                                   | Chorzów                                                                    | Polonia                                                                    | 0 – 1                                                                      | Inghilterra                                                                | Amichevole                                                                 | -                                                                          |                                                                            |
| 11-7-1966                                                                  | Londra                                                                     | Inghilterra                                                                | 0 – 0                                                                      | Uruguay                                                                    | Mondiali 1966 - 1º turno                                                   | -                                                                          |                                                                            |
| 16-7-1966                                                                  | Londra                                                                     | Inghilterra                                                                | 2 – 0                                                                      | Messico                                                                    | Mondiali 1966 - 1º turno                                                   | -                                                                          |                                                                            |
| 20-7-1966                                                                  | Londra                                                                     | Inghilterra                                                                | 2 – 0                                                                      | Francia                                                                    | Mondiali 1966 - 1º turno                                                   | -                                                                          |                                                                            |
| 23-7-1966                                                                  | Londra                                                                     | Inghilterra                                                                | 1 – 0                                                                      | Argentina                                                                  | Mondiali 1966 - Quarti di finale                                           | -                                                                          |                                                                            |
| 26-7-1966                                                                  | Londra                                                                     | Inghilterra                                                                | 2 – 1                                                                      | Portogallo                                                                 | Mondiali 1966 - Semifinale                                                 | -                                                                          |                                                                            |
| 30-7-1966                                                                  | Londra                                                                     | Inghilterra                                                                | 4 – 2                                                                      | Germania Ovest                                                             | Mondiali 1966 - Finale                                                     | -                                                                          |                                                                            |
| 22-10-1966                                                                 | Belfast                                                                    | Irlanda del Nord                                                           | 0 – 2                                                                      | Inghilterra                                                                | Qual. Euro 1968                                                            | -                                                                          |                                                                            |
| 2-11-1966                                                                  | Londra                                                                     | Inghilterra                                                                | 0 – 0                                                                      | Cecoslovacchia                                                             | Amichevole                                                                 | -                                                                          |                                                                            |
| 16-11-1966                                                                 | Londra                                                                     | Inghilterra                                                                | 5 – 1                                                                      | Galles                                                                     | Qual. Euro 1968                                                            | -                                                                          |                                                                            |
| 15-4-1967                                                                  | Londra                                                                     | Inghilterra                                                                | 2 – 3                                                                      | Scozia                                                                     | Qual. Euro 1968                                                            | -                                                                          |                                                                            |
| 8-6-1968                                                                   | Roma                                                                       | Inghilterra                                                                | 2 – 0                                                                      | Unione Sovietica                                                           | Euro 1968 - 1º turno                                                       | -                                                                          |                                                                            |
| 15-1-1969                                                                  | Londra                                                                     | Inghilterra                                                                | 1 – 1                                                                      | Romania                                                                    | Amichevole                                                                 | -                                                                          |                                                                            |
| 21-4-1970                                                                  | Londra                                                                     | Inghilterra                                                                | 3 – 1                                                                      | Irlanda del Nord                                                           | Torneo Interbritannico 1970                                                | -                                                                          |                                                                            |
| 25-4-1970                                                                  | Glasgow                                                                    | Scozia                                                                     | 0 – 0                                                                      | Inghilterra                                                                | Torneo Interbritannico 1970                                                | -                                                                          |                                                                            |
| Totale                                                                     |                                                                            | Presenze                                                                   | 28                                                                         |                                                                            | Reti                                                                       | 1                                                                          |                                                                            |

## Palmarès

### Club

#### Competizioni nazionali
- Coppa d'Inghilterra: 1

Manchester United: 1962-1963
- Campionato inglese: 2

Manchester United: 1964-1965, 1966-1967
- Charity Shield: 2

Manchester United: 1965, 1967

#### Competizioni internazionali
- Coppa dei Campioni: 1

Manchester United: 1967-1968

### Nazionale
- Campionato mondiale: 1

Inghilterra 1966